# Dobesilato
Il dobesilato, commercializzato come sale di calcio (elemento chimico), è una molecola di sintesi chimica dotata della capacità di ridurre la permeabilità capillare. In Italia il farmaco è venduto dalla società farmaceutica OM Pharma con il nome commerciale di Doxium nella formulazione farmaceutica di capsule contenenti 500 mg di principio attivo.

## Chimica
Il composto appare come una polvere bianca igroscopica. Molto solubile in acqua e facilmente solubile in alcool, è invece praticamente insolubile in diclorometano e scarsamente solubile in alcol isopropilico. Alla concentrazione del 10% la soluzione acquosa presenta un pH compreso tra 4,5 e 6,0.

## Farmacodinamica
La molecola è dotata di proprietà di ottimizzazione della funzionalità microcircolatoria. Riduce infatti la permeabilità capillare sia stabilizzandone la membrana basale per un'azione sulle catene del collagene che la costituiscono, sia interagendo con diversi mediatori biochimici che favoriscono la permeabilità endoteliale stessa. Favorisce in questo modo una riduzione dell'iperviscosità ematica e svolge anche un'azione antiaggregante piastrinica.

## Farmacocinetica
Il dobesilato di calcio dopo somministrazione per via orale viene bene assorbito dal tratto gastrointestinale. Circa sei ore dopo somministrazione orale di 500 mg si raggiungono concentrazioni plasmatiche massime (Cmax) di 6-8 µg/ml, che sono in genere mantenute per oltre 12 ore. Nell'organismo il farmaco viene scarsamente metabolizzato (meno del 10%) e il suo legame con le proteine plasmatiche è piuttosto basso. L'eliminazione avviene prevalentemente attraverso escrezione dall'emuntorio renale.

## Usi clinici
Il dobesilato di calcio è indicato negli stati di fragilità ed alterata permeabilità capillare e nella retinopatia diabetica.
 
In associazione con lidocaina oppure con lidocaina e desametasone, il farmaco entra nella composizione di preparati per la terapia della malattia emorroidale.

In associazione con potassio idrodestransolfato entra nella composizione di gel coadiuvanti nel trattamento di varici.

## Effetti collaterali e indesiderati
In corso di trattamento si possono osservare disturbi gastrointestinali: dispepsia, nausea, vomito, diarrea. Questi disturbi in genere regrediscono con la semplice diminuzione della dose assunta, oppure con la temporanea sospensione del trattamento. Sono anche stati segnalati altri eventi avversi correlabili a reazioni di ipersensibilità: tra queste eruzioni cutanee, rash cutaneo, febbre, artralgie (dolori articolari). In letteratura medica sono segnalati anche rari casi di agranulocitosi.

La rarità di quest'ultimo effetto avverso ha portato diversi autori a concludere che forse vi potevano essere stati degli errori metodologici nelle valutazioni di rischio.

## Controindicazioni
Il farmaco è controindicato nei soggetti con ipersensibilità nota al principio attivo oppure ad uno qualsiasi degli eccipienti contenuti nella formulazione farmaceutica.

È inoltre controindicato nelle donne in stato di gravidanza e in quelle che allattano al seno.

## Dosi terapeutiche
Il dobesilato di calcio si somministra per via orale alla dose giornaliera di 1-1,5 g (equivalente a 2-3 compresse). 
È possibile anche la sua somministrazione per via rettale nel caso di malattia emorroidale. 